# Cino Del Duca
Pour les articles homonymes, voir Del Duca.
Pacifico « Cino » Del Duca, né le 25 juillet 1899 à Montedinove et mort le 24 mai 1967 à Milan, est un éditeur de presse écrite, producteur de films français et italiens et philanthrope italien qui s'est installé en France en 1932.

## Biographie

### Une jeunesse pauvre
Pacifico Del Duca naît le 25 juillet 1899 dans un village de la région des Marches dans le centre de l’Italie. Il est l’aîné d’une fratrie de quatre garçons. Il est issu d’une famille modeste et son père a subi des revers de fortune. La situation économique difficile du début du siècle amène de nombreux Italiens à émigrer. La famille quitte le village de Montedinove en 1912 pour la grande ville voisine, Ancône. Dès la fin de troisième technique, Pacifico, dont le diminutif est Cino, commence à travailler. Lors de sa conscription militaire, il se déclare tailleur. Enrôlé sous les drapeaux en 1917, il devient télégraphiste. En 1918, il reçoit la croix de guerre en raison de son courage. Il est libéré en 1920 et grâce à ses bons états de services, il obtient un travail aux chemins de fer.
L’Italie connaît entre 1920 et 1922 une forte période d’agitation sociale. Le chômage, la misère et la soif de justice sont à l’origine d’une situation quasi révolutionnaire. Cino Del Duca adhère au parti socialiste et devient un militant actif. La crainte d’une révolution d’inspiration bolchévique fait peur aux classes dirigeantes. Pour combattre les agitateurs politiques, le patronat a recours aux squadre dirigées par Benito Mussolini, le futur Duce. Fin 1922, Mussolini s’installe au pouvoir et fait passer progressivement l’Italie d’une démocratie à une dictature. La répression contre les partis de gauche s’intensifie. Cino Del Duca figure dans un fichier d’adresses de militants saisi par la police. Il est arrêté et emprisonné pendant plusieurs mois. Lors de son interrogatoire, il renonce à son engagement communiste.
Son enfance pauvre et ses années de soldat lui ont forgé un caractère volontaire. Il n’oubliera jamais d’où il vient. Son engagement politique lui a donné le goût du combat. En 1923, Cino Del Duca abandonne son idéal révolutionnaire. Il a 24 ans, il n’a ni argent, ni relation mais il est doté d’une farouche volonté. Il part rejoindre son frère Domenico et il trouve un poste de voyageur de commerce auprès d’un éditeur.

### Entrée dans l'édition
Cino Del Duca commence par vendre des romans feuilletons en porte à porte pour l’éditeur Lotario Vecchi, qui, parallèlement publie les premiers journaux de bandes dessinées en Italie. Dans les bureaux de Vecchi gravitent de nombreux jeunes qui seront les futurs auteurs et dessinateurs du fumetto italien. En 1928, il prend son indépendance, et lance avec ses deux frères, Domenico et Alceo, sa propre maison d’édition, la Moderna. Ils éditent, impriment et distribuent des romans roses. En 1932, ils publient leur premier journal pour la jeunesse Il Monello. Ces magazines s’inspirent des comic strips américains et ils rencontrent un formidable succès. En 1935, ils créent L'Intrepido. Ces deux illustrés sont publiés jusque dans les années 1990. La carrière des frères est lancée et rapidement, ils font fortune. Pour autant, Cino Del Duca reste surveillé par la police politique fasciste qui le soupçonne d’aider des militants communistes. Pour échapper à ce contrôle, mais aussi pour développer ses affaires en France, il décide d’émigrer. En 1932, Cino Del Duca s’installe alors à Paris, où il fonde la Maison éditoriale universelle.

### Illustrés de l'âge d'or
Cino Del Duca d'abord édite des romans en fascicules (simple cahier agrafé vendu comme un magazine) puis, en 1935, crée Hurrah !, sur le modèle à la fois de Victor Civita et Paul Winkler qui opèrent de même, le premier à Milan, le second à Paris, en rachetant les droits des comic strips américains. Hurrah ! comprend huit pages dont quatre en couleurs, et toute une génération découvre les aventures de Brick Bradford, Guy l'éclair ou Mandrake. Il va s'associer ensuite avec La Librairie moderne dirigée par Ettore Carozzo. En 1934, Del Duca crée les Éditions Mondiales.
Dans tous les pays d’Europe, la bande dessinée américaine séduit les jeunes lecteurs. L’engouement de la jeunesse pour ces nouveaux illustrés suscite des réactions de méfiance. Comme le souligne l'historien Pascal Ory, la violence des super-héros heurtent les éducateurs, et les intellectuels redoutent l’influence malsaine de ces lectures sur la morale des jeunes. Malgré ces critiques sévères, toutes ces publications se vendent très bien puisque des tirages de plusieurs centaines de milliers d'exemplaires sont enregistrés. Cino Del Duca multiplie les titres et, en 1936, il lance L'Aventureux. Une dizaine de suppléments recyclent les histoires les plus appréciées. Il continue à publier en Italie et s’implante en Espagne et en Belgique.  En 1938, Hurrah ! et L'Aventureux dépassent les 350 000 exemplaires vendus.
En 1939, il rencontre Simone Nirouet-Bassuet, qu'il épousera en 1947. Quand la guerre éclate, il n’envisage donc pas de partir car il s’est implanté avec succès en France. Il poursuit son activité éditoriale pendant toute la durée de la guerre. Après une courte interruption en 1940, il relance rapidement son entreprise, d’abord en zone libre et tout aussi vite dans la zone occupée par les Allemands. Il réussit alors le tour de force, unique dans l’édition, de publier ses illustrés dans les deux zones, mais à la condition de n'employer que des dessinateurs français. Entre 1940 et 1942, il publie cinq titres. Tarzan, L’Audacieux et Les Belles Aventures sont les revues de la zone libre avec Marseille comme lieu de travail. Hurrah ! et L’Aventureux sont celles de la zone nord basée à Paris. Si ces magazines sont publiés sous des noms différents et par deux sociétés distinctes, c’est parce que la diffusion de la presse entre les deux zones est interdite. En juillet 1942, Cino Del Duca participe au lancement d’un journal féminin Sensations. Cette aventure éditoriale signe une collaboration certaine avec le régime nazi et Vichy. Même si, en 1945, il revendiquera un parcours de résistant, les Renseignements généraux enquêtent, à la Libération, sur ses activités. De nombreuses attestations, écrites après guerre par ses amis, confirment ce rôle d’agent double : il aurait travaillé avec les Allemands pour mieux servir la Résistance. Il obtient en 1950 une citation à l’Ordre du régiment, Croix de guerre 1939-1945, remise par le ministère de l’Intérieur[réf. souhaitée].

### Le roi de la presse du cœur
En 1946, il obtient une autorisation pour publier un périodique pour femmes, le futur Intimité. La grande révélation de ces années est bien sûr Nous Deux magazine. Ce magazine est importé d’Italie. Les frères Del Duca ont inventé le prototype avec Grand Hôtel. Avec des romans dessinés puis des romans photos et des histoires vécues, la fiction sentimentale compose 75 % du magazine. Cino Del Duca adapte ce titre pour la France, le succès est immédiat et il dure toujours en 2011. En quelques années, Cino Del Duca sature le marché de la presse sentimentale : il crée quatorze titres. La presse du cœur se vend à des millions d’exemplaires, un Français sur cinq en lit régulièrement. Cino Del Duca  publie toujours des magazines pour enfants dont le célèbre Tarzan. Au milieu des années 1950, il est devenu un véritable magnat de la presse et un journaliste le surnomme « Napoléon de la presse du cœur ». Sa réussite est le produit d’un véritable savoir-faire dans la réalisation de journaux populaires et d’un travail acharné par tous les collaborateurs de son entreprise. Patron génial et autoritaire, il mène ses troupes d’une main de fer.
En 1947, il épouse Simone Nirouet.

### Les Éditions mondiales: quatrième groupe de presse français

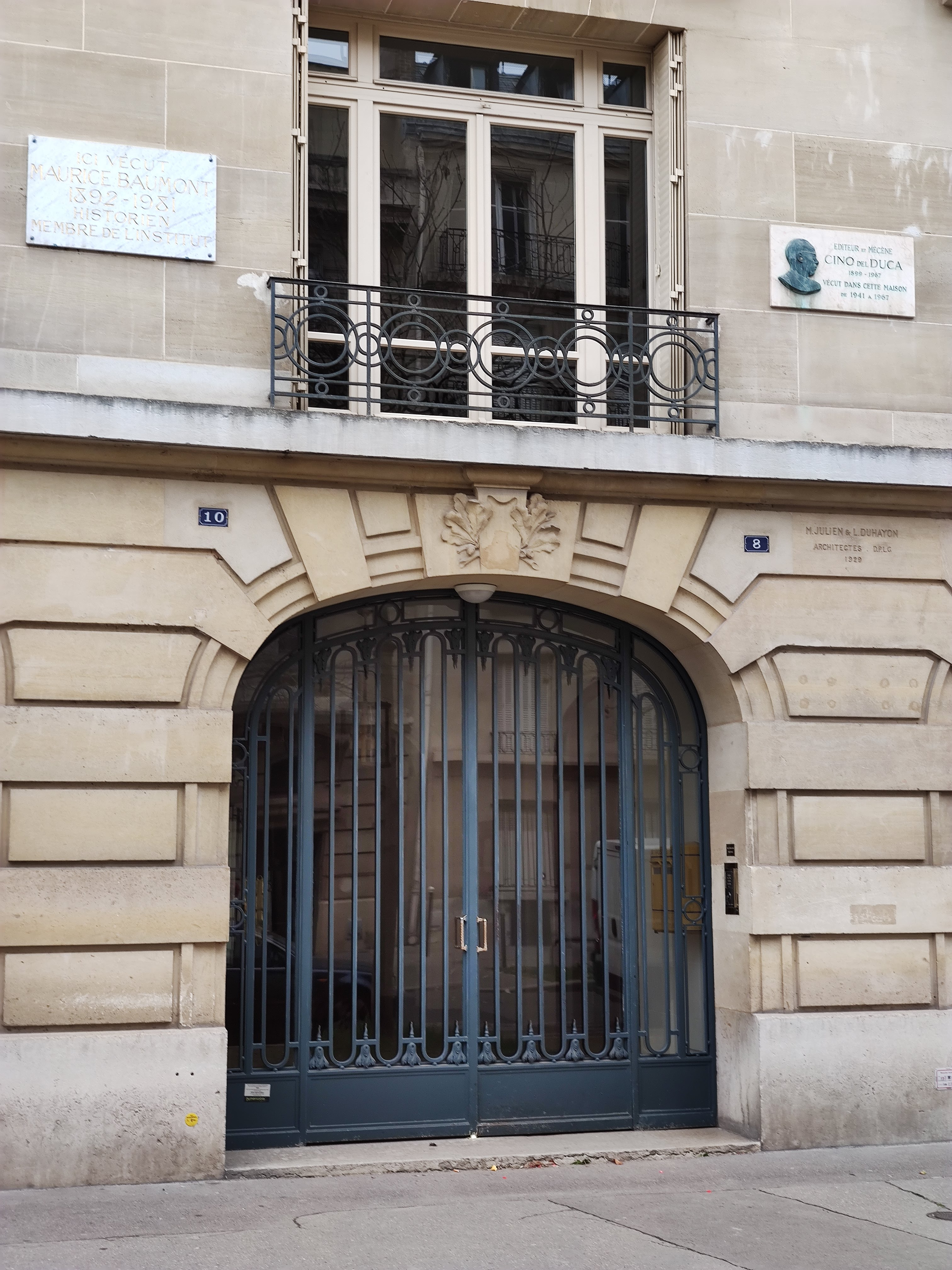
Nos 8-10, avenue Émile-Acollas, Paris 7e® : Cino Del Duca a habité à cette adresse de 1941 à 1967.

Dans le cours des années 1950, Cino Del Duca, à la tête du groupe Les Éditions mondiales, diversifie ses activités : il lance des maisons d’édition, ouvre des librairies, construit quatre imprimeries, parmi les plus modernes d'Europe. 
Il devient producteur de films de cinéma, en fondant la filiale Del Duca Film qui finance plus de seize films en dix ans et son palmarès reste remarquable. Certains films ont été oubliés dès leurs sorties, mais d’autres ont garanti de belles rentrées financières et quelques titres assurent le fonds du catalogue. On retient Touchez pas au grisbi, L'avventura, Accatone et L'Air de Paris, qui font partie de l'histoire du cinéma.
Avec le succès de Télé Poche, il crée le modèle du petit format destiné au programmes de télévision. Il lui aurait fallu plus de temps pour assurer la stabilité de Paris-Jour, un quotidien original inspiré des tabloïds anglo-saxons qu’il s’était risqué à lancer. À la veille de son décès en 1967, il était le propriétaire du quatrième groupe de presse français, ce qui donne une idée de sa réussite. Il repose au cimetière du Père-Lachaise.

#### Vente des Éditions mondiales
Après le décès du fondateur, le groupe poursuit  son activité avec une gestion plus prudente, le temps des innovations et des expérimentations s’achève.
Simone Del Duca conserve la direction du groupe jusqu’en 1979 en France et jusqu'en 1994 en Italie. La presse du cœur s’essouffle et le secteur de l’imprimerie entre dans une très longue crise. Seuls Télé Poche et Modes de Paris poursuivent une carrière florissante. 
Dans ce contexte, Simone Del Duca tire son épingle du jeu en améliorant la rentabilité de son groupe et elle le vend avant que l’éditeur allemand Axel Ganz ne bouleverse la donne de la presse féminine populaire. Le groupe des Éditions mondiales est donc revendu à Cora-Revillon, puis à Emap et enfin à Mondadori.

## Fondation Simone et Cino Del Duca
Après avoir cédé son groupe, Simone Del Duca poursuit le mécénat lancé par son époux dès les années 1950. Il a été à l'origine de nombreux prix, bourses, tournois dans les domaines de la littérature, du bridge ou du cinéma. Elle décide de concrétiser son héritage en créant une fondation. En l’absence d’héritiers directs, le couple avait décidé de convertir sa fortune en une œuvre pérenne, afin de donner un sens à sa fortune.
En 1975, la Fondation Simone et Cino Del Duca est reconnue d’utilité publique par décret pour la réalisation d’une œuvre d’intérêt général et à but non lucratif.
Le Prix mondial Cino-Del-Duca récompense une personnalité qui incarne un esprit humaniste. Dans une réelle interdisciplinarité, des poètes, des médecins, des archéologues, des historiens ou des physiciens ont reçu ce prix, comme : Léopold Sédar Senghor, Patrick Modiano, Germaine Tillion, Trinh Xuan Thuan ou Georges Dumézil. Avec un montant de 200 000 €, il demeure – dans le domaine des lettres – le prix le mieux doté au monde après le prix Nobel de littérature.
La Fondation a également une vocation scientifique, culturelle et artistique. Plusieurs jurys délivrent des bourses de recherches médicales et archéologiques ainsi que des prix de musique, de peinture et de sculpture. Après le décès de Simone Del Duca en 2004, la Fondation est placée sous l’égide de l’Institut de France.

## Périodiques
Liste des titres publiés par les Éditions Mondiales entre 1935 et 1967, ne contient pas les récits complets et les petits formats.
- Audacieux
- L'Astucieux
- L'Aventureux
- Belles aventures
- Boléro
- Cinéma-Révélation
- Franc-Tireur
- Paris-Journal
- Paris-Jour
- Festival
- Hurrah !
- Intimité
- Idoles Roman
- L'Intrépide
- Lui
- Madrigal
- Modes de Paris
- Mireille
- Nous Deux
- Prestige français
- Secret de femmes
- Tarzan
- Télé Poche

## Filmographie

### Comme producteur
- 1954 : L'Air de Paris de Marcel Carné
- 1954 : Touchez pas au grisbi de Jacques Becker
- 1955 : Le Village magique de Jean-Paul Le Chanois
- 1955 : Marguerite de la nuit de Claude Autant-Lara
- 1956 : La Châtelaine du Liban de Richard Pottier
- 1956 : Gervaise de René Clément (non crédité)
- 1956 : Le Secret de sœur Angèle de Léo Joannon
- 1957 : Quand la femme s'en mêle d'Yves Allégret
- 1957 : À pied, à cheval et en voiture de Maurice Delbez
- 1958 : Les Jeux dangereux de Pierre Chenal
- 1958 : Une vie d'Alexandre Astruc
- 1959 : Le Veuf (Il vedovo) de Dino Risi
- 1960 : L'avventura de Michelangelo Antonioni
- 1960 : Le Bel Antonio (Il bell'Antonio) de Mauro Bolognini
- 1961 : Accattone de Pier Paolo Pasolini
- 1961 : Le baccanti de Giorgio Ferroni
- 1962 : Sept épées pour le roi (Le sette spade del vendicatore) de Riccardo Freda

### Comme distributeur
- 1958 : Le Désordre et la Nuit de Gilles Grangier
- 1960 : L'avventura de Michelangelo Antonioni
- 1960 : La contessa azzurra (it) de Claudio Gora
- 1960 : Le Bel Antonio (Il bell'Antonio) de Mauro Bolognini

## Écrivains lauréats de la Bourse Cino Del Duca
(liste non exhaustive)
- Jean-Luc Coatalem
- Jacques Coudol
- Didier Decoin
- Régine Detambel
- Éric Faye
- Georges Ferdinandy
- Paul Fournel
- Charles Le Quintrec
- Hervé Le Tellier
- Jean-Marc Lovay
- Claude Mourthé
- Sébastien Ortiz
- Gilles Paris
- Henri Pigaillem